# 東京都立深沢高等学校
東京都立深沢高等学校（とうきょうとりつふかさわこうとうがっこう）は、東京都世田谷区深沢七丁目にある公立の高等学校。男女共学。

## 概要
「清純・明朗・強健」が校訓。本校のスローガンである「応援します、これからの君を」は、生徒の将来を期待し出来たものである。日本の伝統文化を教育の柱の一つに位置づけており、「日本の伝統・文化」「欧米文化研究」などの授業で、茶道や華道などを学ぶことができる。部活動では、和太鼓部などが近年活躍している。

## 沿革
- 1963年 - 開校。

## 設置課程
- 全日制普通科

## 交通
出典 : 
電車
- 東急田園都市線桜新町駅 徒歩15分

バス
| 乗車駅       | 系統                         | 下車停留所         | 運行事業者 |
| ------------ | ---------------------------- | ------------------ | ---------- |
| 桜新町駅     | 黒07・都立01                 | 「深沢高校」       | ■東急      |
| 成城学園前駅 | 等12                         | 「日本体育大学前」 | ■東急      |
| 恵比寿駅     | 恵32                         | 「日本体育大学前」 | ■東急      |
| 渋谷駅       | 渋82                         | 「日本体育大学前」 | ■東急      |
| 自由が丘駅   | 自01入庫・自02入庫・自02出庫 | 「日本体育大学前」 | ■東急      |

## 校地の由来
かつて、元わかもと製薬社長、長尾鉄弥・長尾よね夫妻が営んだ広壮な京風の本邸好田荘があった[要出典]。いまも校内に残る茶室・清明亭（大江新太郎設計、1931年（昭和6年）竣工[要出典]）は好田荘唯一の遺構である。[要出典]ちなみに、近衛文麿は、1945年（昭和20年）の荻窪荻外荘での自殺直前までこの好田荘で過ごしていたと言われ、　近衛文麿が最期に服毒した青酸カリは長尾よねから譲り受けたものという説がある。[要出典]
★ 長尾鉄弥（なかおてつや）は、『長尾欣也』（ながおきんや）の誤り。好田荘は『宜雨荘（ぎうそう）』の誤りではないか。
どなたかお確かめください。

## 学園祭
- 「深高祭」と呼ばれ、9月に行われる。[要出典]

## 著名な関係者

### 出身者
- 齊藤ゾンビ（声優・ホラープランナー）[要出典]
- 吉高由里子（女優）（芸能活動の為、通信制高等学校へ転校。）[要出典]
- 都並敏史（元サッカー日本代表選手・サッカー指導者）[2]
- 林昇吾（サッカー選手）
- 山路徹（ジャーナリスト）[要出典]
- 柳家権之助（落語家）
- 松岡茉優（女優）[要出典]
- 芳根京子（女優）[要出典]
- 古茂田耕吉（録音技師）[3]
- 吉田まゆみ（漫画家)（『れもん白書』の舞台は同校がモデル）[4]
- 緒川集人（プロマジシャン）[2]

### 教職員
- 渡辺信一郎（元校長、文化人類学者）[要出典]
- 高城重躬（元校長、オーディオ評論家）[要出典]
- 野崎守英（元教諭、中央大学名誉教授）[要出典]